# 五十岚卡诺亚
五十岚卡诺亚（日语：／ Igarashi Kanoa，1997年10月1日—）生于美国加利福尼亚州亨廷顿海滩，是一名日本男子冲浪运动员。他的父母都是日本人，两人在1995年移居至美国，以便在更好的环境下培养子女学习冲浪，“卡诺亚”（Kanoa）这一名字在夏威夷语代表“自由”。卡诺亚3岁时便开始接触冲浪，6岁时便在“Kids For Clean Waves”冲浪赛上获得自己的第一个冠军。他最初一直都代表美国参加比赛，2018年赛季开始决定将自己的体育国籍变更为日本。